# برانكو بافلوفيتش
برانكو بافلوفيتش هو سياسي صربي، ولد في 11 يونيو 1960. كان نائب رئيس الاتحاد الاشتراكي الديمقراطي ، لكنه ترك هذا الحزب الآن.
كان برانكو بافلوفيتش مدير وكالة الخصخصة.
قاد برانكو بافلوفيتش الدعوة للإصلاح في الانتخابات البرلمانية الصربية عام 2007. حاز 15,722 صوتًا و 0.39٪ من الأصوات، فلم تفز قائمته بمقعد في الجمعية الوطنية من صربيا.